# Carel Borchard Voet
Carel Borchard Voet, auch Carel Borchart Voet (* 19. Oktober 1728 in Dordrecht; † 17. August 1798 ebenda) war ein niederländischer Mediziner.

## Leben
Carel Borchard Voet war der Sohn des Mediziners Johannes Eusebius Voet (1706–1778) und dessen Ehefrau Sara van Outshoorn (1706–1748). Carel Borchard Voet studierte an der Universität Leiden Medizin und promovierte bei Frederik Winter am 21. Mai 1750 mit seiner Dissertation De fabrica et actione ventriculi zum Dr. der Medizin. Er wirkte später als Arzt in Dordrecht und als Steuerinspektor in den Niederlanden.
Carel Borchard Voet war von 1771 bis 1779 Direktor der Zeeuwsch Genootschap der Wetenschappen und wurde am 24. Januar 1781 unter der Präsidentschaft des Mediziners Ferdinand Jakob Baier mit dem akademischen Beinamen Julius Ausonius unter der Matrikel-Nr. 848 Mitglied der Kaiserlichen Leopoldino-Carolinischen Akademie der Naturforscher.
Er war seit 3. September 1754 verheiratet mit Adriana van Sorgen. Das Ehepaar hatte 2 Kinder.

## Schriften
- Carel Borchard Voet: De fabrica et actione ventriculi. Dissertatio physiologico-medica inauguralis, Hasebroek, Lugduni Batavorum 1750 (Digitalisat)